# Midcourse Space Experiment
Спутник MSX (Midcourse Space eXperiment Observatory) — американский спутник двойного назначения, космический телескоп с широким диапазоном наблюдения. Космический аппарат был создан в рамках исследовательских программ «Стратегической оборонной инициативы» министерства обороны США. Проект и его финансирование были возложены на «Организацию по защите от баллистических ракет» (англ. Ballistic Missile Defense Organization, сокр. BMDO). В качестве подрядчика и оператора миссии выступала Лаборатория прикладной физики (англ. Applied Physics Laboratory, сокр. APL) университета Джонса Хопкинса. Проект MSX представлял собой первую систему, размещённую в космическом пространстве, которая демонстрировала на практике технологии для идентификации и отслеживания баллистических ракет на активном участке полёта. Заложенный в бортовые приборы потенциал позволил превратить узкоспециальный военный спутник в важный астрономический инструмент. Военная часть программы была рассчитана на 4 года работы, но телескоп проработал более 12 лет, приняв участие в двух не связанных между собой военных программах и внеся большой вклад в инфракрасную астрономию. На момент запуска космический аппарат MSX был самым большим спутником, созданным в APL. Руководителем программы Midcourse Space Experiment был англ. Max R. Peterson.

## Проект спутника

### Цели миссии
Космический аппарат MSX создавался в качестве прототипа спутников Brilliant Eyes, разрабатывавшихся по программе «Звёздных войн», и должен был решить несколько основных задач:
- Практическая демонстрация технологий обнаружения, идентификации и сопровождения баллистических ракет на участке после отключения двигателей и до входа в плотные слои атмосферы;
- Сбор данных об инфракрасном космическом фоне и фоне вблизи земной поверхности;
- Наблюдение за объектами искусственного происхождения на низких и геостационарных орбитах.

Программа полёта условно делилась на две фазы «криогенная» и «пост-криогенная». Первая, «криогенная» часть должна была длиться до исчерпания запасов жидкого водорода, который использовался для охлаждения инфракрасного телескопа SPIRIT III. Во время первой фазы должны были реализовываться целевые задачи, связанные с отработкой технологий обнаружения и идентификации баллистических ракет на фоне Земли. Вторая, «пост-криогенная», фаза должна была быть посвещана наблюдению Земли, околоземного пространства и небесной сферы в различных диапазонах.
Планировалось, что «криогенная» фаза будет длиться 18 месяцев, а общий срок эксплуатации оценивался в 5 лет.
В ходе полёта планировались разнообразные эксперименты с использованием запусков реальных баллистических ракет, имитацией активных действий, в том числе запуск ложных целей и разрушение элементов ракет и боеголовок. По итогу экспериментов должна была накопиться библиотека сигнатур различных искусственных объектов на фоне поверхности Земли, в различных слоях атмосферы и в космическом пространстве. Для уточнения библиотеки сигнатур одновременно с орбитальными измерениями предполагалось использовать датчики воздушного, морского и наземного базирования.

### История программы
Программа Midcourse Space Experiment берёт своё начало в конце 1988 года как продолжение программ исследовательских военных программ Delta 180, 181 и 183. Кроме программ Delta, отдельные эксперименты, предваряющие MSX, проводились в рамках полёта шаттла «Дискавери» STS-39 (28 апреля — 6 мая 1991 года) с использованием инструментов Infrared Background Signature Survey и Cryogenic Infrared Radiance Instrumentation for Shuttle. Однако ценность этих экспериментов снижалась за счёт малого периода работы на орбите и ограничений по разрешению и чувствительности аппаратуры.

## Конструкция спутника
Спутник MSX был призван продемонстрировать возможности технологии обнаружения и слежения за баллистическими ракетами на маршевом участке траектории (после окончания разгона и выхода за пределы атмосферы и до финишного участка траектории). В экспериментах на спутнике участвовало 8 различных групп: 3 группы занимались изучением возможностей обнаружения целей, две группы занимались исследованием поведения в космосе инструментов, работающих в инфракрасном диапазоне, одна группа занималась наблюдениями поверхности Земли и атмосферы в инфракрасном диапазоне, ещё одна — в видимом и ультрафиолетовом, восьмая группа отвечала за астрономическими наблюдениями в инфракрасном и ультрафиолетовом диапазонах.
Астрономической задачей спутника было провести обзор неба в так называемом среднем инфракрасном диапазоне (8—21 микрон).

### Инструменты
| Полоса | Длина волны (мкм) | 50 % пропускание | Чувств. обзора (Jy) |
| ------ | ----------------- | ---------------- | ------------------- |
| A      | 8,28              | 6,8—10,8         | 0,1—0,2             |
| B1     | 4,29              | 4,22—4,36        | 10—30               |
| B2     | 4,35              | 4,24—4,45        | 6—18                |
| C      | 12,13             | 11,1—13,2        | 1,1—3,1             |
| D      | 14,65             | 13,5—15,9        | 0,9—2               |
| E      | 21,34             | 18,2—24,1        | 2—6                 |

Карта области неба вокруг центра Галактики, полученная телескопом MSX. Три цвета карты соответствуют изображениям в разных полосах инфракрасного диапазона (8—13—20 мкм).

Инфракрасный телескоп спутника (SPIRIT III) представляет собой 33 см телескоп с пятью инструментами в фокальной плоскости. Вся система телескопа охлаждалась криостатом на твёрдом молекулярном водороде. На выбор рабочих полос инструмента сильное влияние оказали полосы излучения атмосферы Земли (например, полосы B и D центрированы на атмосферных линиях углекислого газа 4,2 и 15 микрон). Самая чувствительная полоса инструмента А, ~8,28 микрон, покрывала область, ранее мало изученную в инфракрасной астрономии. Угловое разрешение инструмента 18,3 угл. секунды.
Основным результатом работы телескопа в астрономическом направлении является получение обзора плоскости Галактики с рекордной чувствительностью в своём спектральном диапазоне.

## Запуск на орбиту
Изначально запуск спутника планировался на апрель 1995 года. Для работы космического аппарата была выбрана солнечно-синхронная орбита  с апогеем 898 км и наклонением 99,16°.  В программе полётов шаттлов STS-69, STS-70 и STS-73 значились наблюдения работы двигателей приборами MSX. Последней озвученной датой называлось 19 апреля 1996 года в 05:27 PDT, однако старт ракеты-носителя «Дельта-2» с обсерваторией на борту произошёл через пять дней.
24 апреля в 5:27:40 PDT был произведён успешный запуск со стартового комплекса SLC-2W военно-воздушной базы Ванденберг. Для запуска использовалась РН «Дельта-2» в варианте 7920-10.
Для достижения плановой орбиты потребовалось около 58 минут. 4 мая 1996 года спутник находился на близкой к солнечно-синхронной орбите:
| Объект               | NSSDC ID  | SCN   | Период обращения | Наклонение орбиты | Перигей  | Апогей   |
| -------------------- | --------- | ----- | ---------------- | ----------------- | -------- | -------- |
| космический аппарат  | 1996-024A | 23851 | 103.08 мин       | 99.37°            | 903,9    | 925,2    |
| последняя ступень РН | 1996-024B |       | 95.57 мин        | 96.58°            | 231,7 км | 855,1 км |